# Lappsnögräs
Lappsnögräs (Phippsia algida) är en gräsart som först beskrevs av Daniel Carl Solander, och fick sitt nu gällande namn av Robert Brown. Lappsnögräs ingår i släktet snögräs, och familjen gräs. Inga underarter finns listade i Catalogue of Life.